# 马坪站 (平安北道)
馬坪站（韓語：마평역）是朝鮮民主主義人民共和國平安北道泰川郡的一個鐵路車站，属于馬坪線。

## 邻近车站
馬坪線
萱花站 - 馬坪站